# Radio Gütersloh
Radio Gütersloh ist das Lokalradio für den Kreis Gütersloh mit Sitz in Gütersloh. Es ging im Jahre 1991 auf Sendung und bekam seine Lizenz von der Landesanstalt für Medien Nordrhein-Westfalen. Chefredakteur ist seit 1995 Carsten Schoßmeier.

## Programm
Radio Gütersloh sendet in der Woche pro Tag rund 18 Stunden Lokalprogramm aus dem Gütersloher Studio. Dazu gehört die "Radio Gütersloh Morningshow" mit Tanina Rottmann, die zwischen 6 Uhr und 10 Uhr aus dem Funkhaus in der Gütersloher Kahlertstraße gesendet wird, "Radio Gütersloh am Vormittag" von 10 Uhr bis 14 Uhr, die Feierabend-Show "Radio Gütersloh am Nachmittag" von 14 Uhr bis 18 Uhr und die junge Show "Radio Gütersloh am Abend/deinfm" von 18 Uhr bis Mitternacht. Samstag wird zwischen 8 Uhr und 13 Uhr lokal gesendet, am Sonntag von 9 Uhr bis 12 Uhr. Das Restprogramm und die Nachrichten zur vollen Stunde werden vom Mantelprogrammanbieter Radio NRW übernommen. Kurz vor den Weltnachrichten läuft ein landesweiter Werbeblock.
Während des Lokalprogramms strahlt Radio Gütersloh zu jeder halben Stunde zwei- bis vierminütige Lokalnachrichten aus. Somit gibt es bei Radio Gütersloh werktags bis einschließlich 23.30 Uhr lokale Infos aus dem Kreis Gütersloh. Außerdem liefert der Sender während des Lokalprogramms zu jeder halben und zu jeder vollen Stunde lokale Wetter- und Verkehrsinformationen.

## Persönlichkeiten
Bekannte Moderatoren bei Radio Gütersloh sind Tanina Rottmann, Philipp Bernstein, Leslie Runde, Philipp Fleiter, Mario Alexander Unger, Matthias Traeger und Monika Olszewski.
Einige der ehemaligen Moderatoren sind Mario Lüke (heute Leiter Marketing, Medien und Kommunikation beim SC Verl), Lars Martens und Lars Burkschat (heute WDR), Melanie Heßler (seit 2009 WDR), Daniel Pokraka (seit 2009 BR), Renato Ferreira (seit 2009 NDR), Angela Leuders (seit 2007 NDR) und Christopher Deppe (seit 2021 Radio 91.2).

## Hörerzahlen
Einer regelmäßigen Umfrage (E.M.A. NRW) im Auftrag von Radio NRW und dem Verband der Betriebsgesellschaften der Lokalradios zufolge schalteten im Frühjahr 2023 werktäglich 47,1 % der Bewohner des Kreisgebiets Radio Gütersloh ein.

## Unternehmen
Die programmliche Verantwortung für Radio Gütersloh liegt gemäß dem Landesmediengesetz NRW bei der Veranstaltergemeinschaft für Lokalfunk im Kreis Gütersloh e. V., welche sich aus Vertretern gesellschaftlich relevanter Gruppen des Kreises zusammensetzt.
Die wirtschaftliche Verantwortung obliegt der Radio Gütersloh Betriebsgesellschaft mbH & Co. KG. Beteiligt sind die Zeitungsverlage E. Holterdorf, Neue Westfälische und Haller Kreisblatt sowie die Kommunen im Kreis Gütersloh.
Die technischen und betriebswirtschaftlichen Aufgaben sind zum großen Teil an den in Bielefeld ansässigen Full-Service-Dienstleister Audio Media Service (ams) ausgelagert.

## Mantelprogramm
Das Restprogramm und die Weltnachrichten zur vollen Stunde werden außerhalb der lokalen Sendezeiten vom Mantelprogrammanbieter Radio NRW übernommen. Radio NRW beliefert 45 NRW-Lokalstationen mit einem 24-stündigen Mantelprogramm, auf das jederzeit zugegriffen werden kann. Radio Gütersloh wird jedoch von der Landesanstalt für Medien Nordrhein-Westfalen (LfM) eine bestimmte lokale Sendezeit vorgeschrieben. Als Gegenleistung sendet Radio Gütersloh stündlich einen Werbeblock des NRW-Mantelprogramms. Als Musikformat gilt das von Radio NRW vorgeschriebene Adult Contemporary (AC), das die 19- bis 49-jährigen Hörer zur Zielgruppe hat. Auch die Musikauswahl wird zum großen Teil von Radio NRW vorgegeben. Dies geschieht genauso zu den lokalen Sendezeiten. Radio NRW bestimmt, zu welcher Zeit welcher Titel läuft. Die Stationskennung „Radio Gütersloh“ sowie ähnliche IDs außerhalb der lokalen Sendezeiten werden im zu dieser Zeit meist unbesetzten Sendestudio in Gütersloh automatisch durch ein Fernwirksignal aus Oberhausen ausgelöst, wie es auch bei allen anderen Lokalradios in NRW üblich ist.
Die Programmzulieferung erfolgt über Satellit. Wird bei schlechtem Wetter der Empfang beeinträchtigt, so wird automatisch auf eine zusätzliche ISDN-Leitung nach Oberhausen umgeschaltet.

## Geschichte
Durch einen Vertrag zwischen der Veranstaltergemeinschaft (rund 20 Vertreter gesellschaftlich relevanter Gruppen) und der Betriebsgemeinschaft (Zeitungsverlage E. Holterdorf, Neue Westfälische und Haller Kreisblatt sowie die Kommunen im Kreis Gütersloh) wurde am 25. Juni 1990 der Weg frei für einen Lokalfunksender in Gütersloh. „Radio Gütersloh“ bekam seine Lizenz von der LfM und ging am 14. September 1991, 10:04 Uhr, auf Sendung. Das Studio befand sich in der Feldstraße in Gütersloh, gegenüber vom Evangelisch Stiftischen Gymnasium. In den ersten vier Jahren gab es drei Chefredakteurs-Wechsel: Auf Brigitte Barner folgten Cornelia Schulze und Norbert Osterwinter. Seit dem 1. Oktober 1995 ist Carsten Schoßmeier Chefredakteur des Senders.
Kurios war die Tatsache, dass der Sender bis 2006 im Stadtgebiet Gütersloh, ja sogar in den Räumen der Redaktion selbst oft nur mit einem störenden Rauschen empfangen werden konnte, während die Klangqualität außerhalb Güterslohs einwandfrei war. Schuld waren die Häuser der Stadt, die Abschattungen verursachten. Deshalb hatte sich der Sender seit 1999 um eine zusätzliche Frequenz für das Stadtgebiet Gütersloh bemüht, ein Vorhaben, das lange an Einsprüchen des WDR scheiterte. Erst am 1. September 2006 konnte Radio Gütersloh mit der neuen Frequenz 95,9 MHz und einer eigenen Sendeanlage mit 10 Meter hoher Antenne auf dem Dach des Gütersloher Rathauses den störfreien Empfang auch im Innenstadtbereich sicherstellen.

## Empfang
Radio Gütersloh ist im gesamten Kreis Gütersloh zu hören. Zu empfangen ist der Sender im Stadtgebiet Gütersloh auf der UKW-Frequenz 95,9 MHz (50 Watt), im südlichen Kreisgebiet auf der 1000 Watt starken Frequenz 107,5 MHz (Sender Oelde-Stromberg), im nördlichen Kreisgebiet auf 106,8 MHz (400 Watt, Sender Borgholzhausen) sowie allgemein über die Kabel-Frequenz 101,80 MHz. Außerdem wird das Programm online über das Internet via Livestream, der auf der Website des Senders zu finden ist, per Smartspeaker und über die Radio Gütersloh App verbreitet.